# Chorol (řeka)
Chorol (ukrajinsky Хорол) je řeka v Sumské a Poltavské oblasti na Ukrajině. Je 308 km dlouhá. Povodí má rozlohu 3340 km².

## Průběh toku
Ústí zprava do Pselu v povodí Dněpru.

## Vodní režim
Zdrojem vody jsou převážně sněhové srážky. Nejvodnější je od konce února do začátku dubna. Průměrný roční průtok vody ve vzdálenosti 114 km od ústí činí 3,6 m³/s. Na horním toku vysychá na 40 až 50 dní v roce. Zamrzá v listopadu až na začátku ledna a rozmrzá v březnu až na začátku dubna.

## Využití
Na řece leží město Myrhorod.